# Plataforma Laborista Unida
La Plataforma Laborista Unida (en inglés: United Labour Platform), abreviado como ULP, fue una coalición política de Granada, constituida entre el Partido Laborista Unido de Granada (GULP) y el Movimiento Laborista Popular (PLM) con miras a las elecciones generales de 2008. Fue liderada por Francis Alexis.
La ULP disputó doce de las quince circunscripciones parlamentarias, hasta la fecha la instancia más reciente en la que una fuerza política fuera del Nuevo Partido Nacional y el Congreso Nacional Democrático ha disputado una mayoría absoluta de escaños. El ULP compitió con una plataforma centrada en la reforma constitucional para instalar límites de mandatos al primer ministro, propuso también un Plan de Revitalización de los Sectores Productivos para impulsar la economía a través de los recursos de petróleo y gas en aguas marítimas.
En los comicios la ULP obtuvo tan solo el 0,84% de los votos, el peor resultado en ese momento para el laborismo granadino. La coalición se disolvió después de las elecciones. El GULP no volvería a disputar una elección hasta 2022.

## Resultados electorales
| Año  | Líder          | Candidatos | Votos | %               | Escaños | Resultado          |
| ---- | -------------- | ---------- | ----- | --------------- | ------- | ------------------ |
| 2008 | Francis Alexis | 12         | 478   | \| \| 0.84 % \| | 0/15    | Extraparlamentario |
|      | 0.84 %         |            |       |                 |         |                    |